# Sensor solar

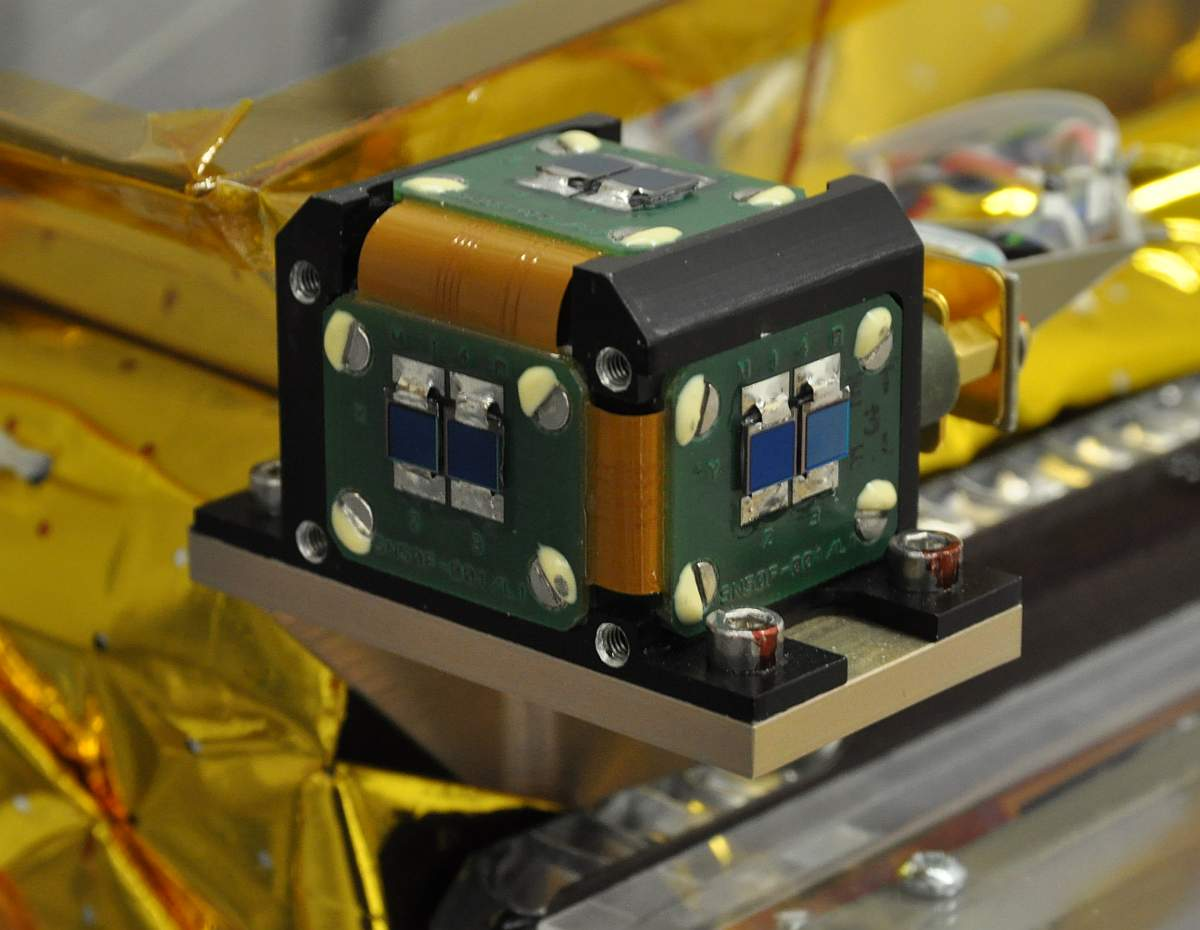
Sensor solar no lineal usado por el microsatélite alemán TET-1.

Un sensor solar es un instrumento de navegación usado por las naves espaciales para detectar la posición del sol. Los sensores solares son usados en los controles de actitud, direccionamiento de paneles solares, actualización del giroscopio, y reseteo del modo a prueba de fallos.
Además de las naves espaciales, los sensores solares se utilizan en estaciones meteorológicas, sistemas de seguimiento solar y en vehículos aéreos que incluyen globos aerostáticos y UAV.

## Mecanismo
Existen varios tipos de sensores solares, los cuales difieren en sus tecnologías y características. La presencia del sol provee al sensor de información binaria, indicando cuando el sol está en contacto con el campo visual del sensor.
En los típicos sensores solares, una pequeña pieza en lo alto de una cámara rectangular permite que una línea de luz caiga dentro de un panel con fotosensores al fondo de la cámara. Un voltaje es inducido en estas cámaras, el cual es registrado electrónicamente. Por la orientación de dos sensores perpendiculares uno del otro, se puede conocer exactamente la dirección del sol. Además, múltiples sensores pueden compartir información electrónica.

## Criterios
Existen numerosos criterios de diseños y de rendimiento cuales dictan la selección de un sensor solar a otro:
- Campo de vista
- Resolución angular
- Exactitud y estabilidad.
- Masa y volumen
- Poder y voltaje
- Características de salida de información (incluyendo características eléctricas, actualizando frecuencia y codificación)
- Durabilidad (incluyendo radiación y tolerancia a la vibración)